# Уэбстер (округ, Западная Виргиния)
Округ Уэбстер (англ. Webster County) располагается в США, штате Западная Виргиния. Официально образован 12-го марта 1860 году, получил своё название в честь американского политического и государственного деятеля Дэниела Уэбстера. По состоянию на 2010 год, численность населения составляла 9154 человека.
В округ Уэбстер входят три инкорпорированных города: Уэбстер-Спрингс, Камден-он-Голи и Коуэн.

## География
По данным Бюро переписи США, общая площадь округа равняется 1440 км², из которых 1432 км² суша и 7 км² или 0,5 % это водоёмы.

### Соседние округа
- Льюис (Западная Виргиния) — север
- Апшер (Западная Виргиния) — север
- Рандолф (Западная Виргиния) — восток
- Покахонтас (Западная Виргиния) — юго-восток
- Гринбрайер (Западная Виргиния) — юг
- Николас (Западная Виргиния) — юго-запад
- Бракстон (Западная Виргиния) — запад

## Демография
По данным переписи населения 2000 года в округе проживает 9 719 жителей в составе 4 010 домашних хозяйств и 2 815 семей. Плотность населения составляет 7 человек на км². На территории округа насчитывается 5 273 жилых строений, при плотности застройки 4 строений на км². Расовый состав населения: белые — 99,18 %, афроамериканцы — 0,01 %, коренные американцы (индейцы) — 0,07 %, азиаты — 0,06 %, гавайцы — 0,01 %, представители других рас — 0,01 %, представители двух или более рас — 0,66 %. Испаноязычные составляли 0,37 % населения независимо от расы.
В составе 29,80 % из общего числа домашних хозяйств проживают дети в возрасте до 18 лет, 55,40 % домашних хозяйств представляют собой супружеские пары проживающие вместе, 10,60 % домашних хозяйств представляют собой одиноких женщин без супруга, 29,80 % домашних хозяйств не имеют отношения к семьям, 26,50 % домашних хозяйств состоят из одного человека, 12,40 % домашних хозяйств состоят из престарелых (65 лет и старше), проживающих в одиночестве. Средний размер домашнего хозяйства составляет 2,41 человека, и средний размер семьи 2,89 человека.
Возрастной состав округа: 23,00 % моложе 18 лет, 8,00 % от 18 до 24, 26,70 % от 25 до 44, 27,10 % от 45 до 64 и 15,20 % от 65 и старше. Средний возраст жителя округа 40 лет. На каждые 100 женщин приходится 96,90 мужчин. На каждые 100 женщин старше 18 лет приходится 94,30 мужчин.
Средний доход на домохозяйство в округе составлял 21 055 USD, на семью — 25 049 USD. Среднестатистический заработок мужчины был 25 362 USD против 15 381 USD для женщины. Доход на душу населения составлял 12 284 USD. Около 26,60 % семей и 31,80 % общего населения находились ниже черты бедности, в том числе — 45,40 % молодежи (тех кому ещё не исполнилось 18 лет) и 21,00 % тех кому было уже больше 65 лет.